# Kabupaten Semarang
Kabupaten Semarang är ett kabupaten i Indonesien.   Det ligger i provinsen Jawa Tengah, i den västra delen av landet, 400 km öster om huvudstaden Jakarta. Antalet invånare är 995 703. Arean är 1 447 kvadratkilometer. Det gränsar till staden Semarang som inte ingår i Kabupaten Semarang,
Terrängen i Kabupaten Semarang är varierad.
Kabupaten Semarang delas in i:
- Tuntang
- Bawe